# محصولات احتراق زغال‌سنگ
محصولات احتراق زغال‌سنگ (به انگلیسی: Coal combustion products) محصولات جانبی سوختن زغال‌سنگ هستند. این محصولات بر اساس اشکال فیزیکی و شیمیایی مشتق‌شده از روش‌های احتراق زغال‌سنگ و کنترل انتشار گازهای گلخانه‌ای، در چهار گروه طبقه‌بندی می‌شوند:

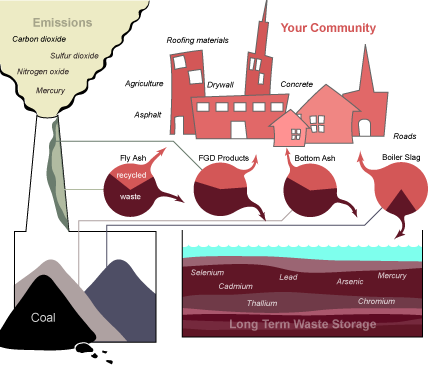
نمودار دفع ضایعات احتراق زغال‌سنگ

- خاکستر بادی پس از احتراق زغال‌سنگ توسط فیلترها (کیسه‌های زباله)، رسوب‌دهنده‌های الکترواستاتیک و سایر دستگاه‌های کنترل آلودگی هوا جمع‌آوری می‌شود. این ماده ۶۰ درصد از کل محصولات احتراق زغال‌سنگ را تشکیل می‌دهد. این ماده معمولاً به عنوان جایگزین با کارایی بالا برای سیمان پرتلند یا به عنوان کلینکر برای تولید سیمان پرتلند استفاده می‌شود. سیمان‌های مخلوط با خاکستر بادی رایج‌تر می‌شوند. کاربردهای مصالح ساختمانی از دوغاب و محصولات بنایی گرفته تا بتن متخلخل و کاشی‌های سقفی را شامل می‌شود. بسیاری از روسازی‌های بتن آسفالتی حاوی خاکستر بادی هستند. کاربردهای ژئوتکنیکی شامل تثبیت خاک، پی جاده، خاکریزهای سازه‌ای، خاکریزها و آبادسازی معادن می‌شود. خاکستر بادی همچنین به عنوان پرکننده در محصولات چوبی و پلاستیکی، رنگ‌ها و ریخته‌گری‌های فلزی عمل می‌کند.
- مواد گوگردزدایی گاز دودکش توسط سیستم‌های کنترل انتشار شیمیایی " اسکرابر " تولید می‌شوند که گوگرد و اکسیدها را از جریان گاز دودکش نیروگاه‌ها حذف می‌کنند. مواد گوگردزدایی گاز دودکش ۲۴ درصد از کل محصولات احتراق زغال‌سنگ را تشکیل می‌دهد. پسماندها متفاوت هستند، اما رایج‌ترین آنها گچ FGD (یا گچ "مصنوعی") و جاذب‌های خشک‌کن اسپری هستند. گچ مواد گوگردزدایی گاز دودکش تقریباً در سی درصد از محصولات پانل گچی تولید شده در ایالات متحده استفاده می‌شود. همچنین در کاربردهای کشاورزی برای اصلاح شرایط نامطلوب خاک و بهبود عملکرد محصول استفاده می‌شود. سایر مواد گوگردزدایی گاز دودکش در فعالیت‌های معدن‌کاری و احیای زمین استفاده می‌شوند.
- خاکستر کف و سربارهٔ دیگ بخار می‌توانند به عنوان مادهٔ خام برای تولید کلینکر سیمان پرتلند و همچنین برای کنترل لغزش در جاده‌های یخی استفاده شوند. این دو ماده به ترتیب ۱۲ و ۴ درصد از محصولات احتراق زغال‌سنگ را تشکیل می‌دهند. این مواد همچنین برای کاربردهای ژئوتکنیکی مانند خاکریزهای سازه‌ای و آبادسازی زمین مناسب هستند. ویژگی‌های فیزیکی خاکستر کف و سربارهٔ دیگ بخار، آنها را به عنوان جایگزین سنگدانه در پرکننده‌های روان و در محصولات بنایی بتنی مناسب می‌سازد. سربارهٔ دیگ بخار همچنین برای گرانول سقف و به عنوان شن و ماسهٔ انفجاری استفاده می‌شود.

## خاکستر بادی

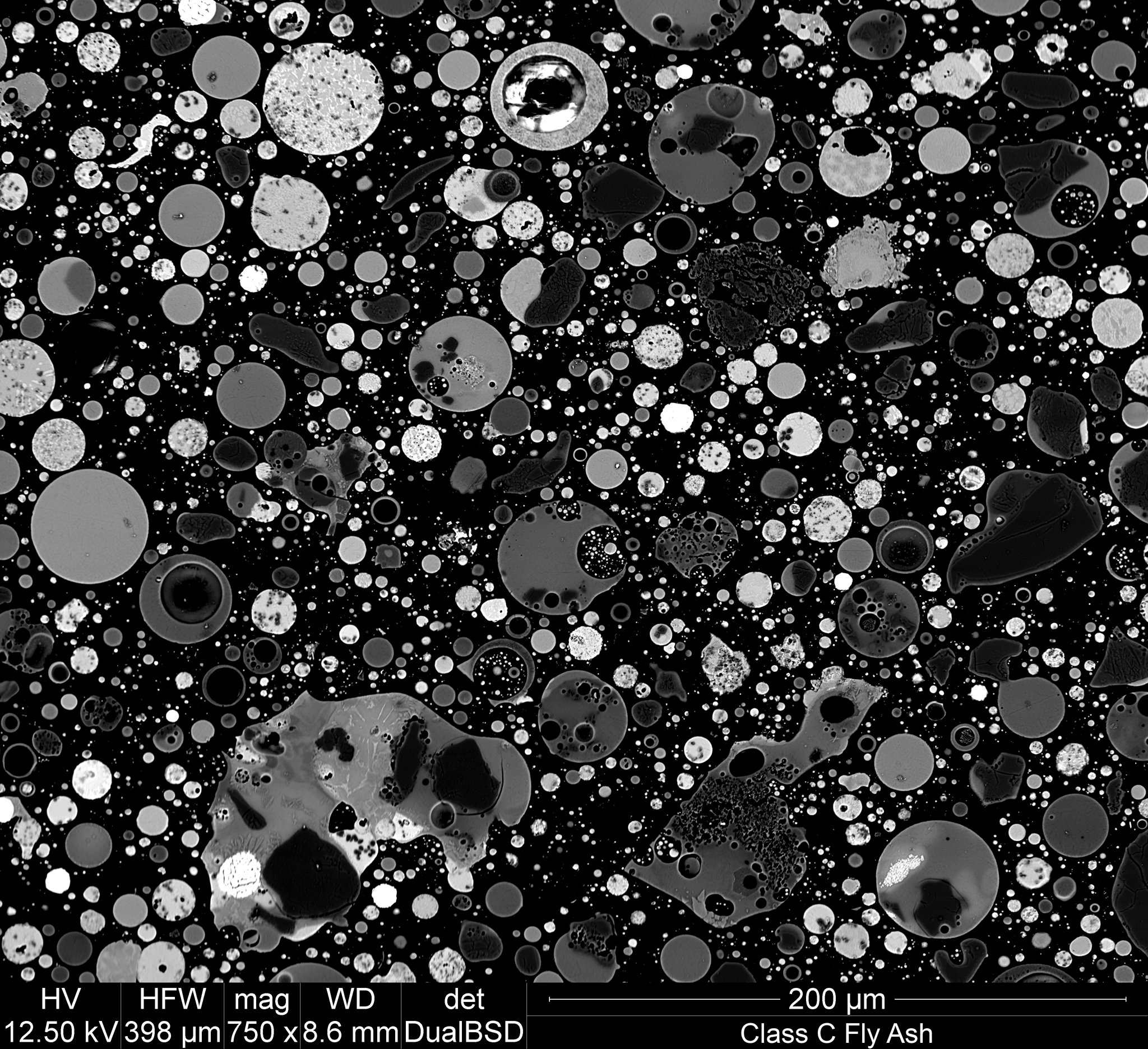
تصویر میکروسکوپی گرفته شده با میکروسکوپ الکترونی روبشی و آشکارساز پراکندگی برگشتی: برش عرضی ذرات خاکستر بادی

خاکستر بادی یا خاکستر زغال‌سنگ یکی از محصولات احتراق زغال‌سنگ و حاوی ذرات معلقی است که به همراه گازهای دودکش از دیگ‌های بخار زغال‌سنگ خارج می‌شوند. خاکستری که به کف محفظهٔ احتراق دیگ بخار (که معمولاً جعبهٔ آتش نامیده می‌شود) می‌ریزد، خاکستر کف نامیده می‌شود. در نیروگاه‌های مدرن زغال‌سنگ، خاکستر بادی معمولاً قبل از رسیدن گازهای دودکش به دودکش‌ها توسط رسوب‌دهنده‌های الکترواستاتیکی یا سایر تجهیزات فیلتراسیون ذرات گرفته می‌شود. این خاکستر همراه با خاکستر کف که از کف دیگ بخار خارج می‌شود، به عنوان خاکستر زغال سنگ شناخته می‌شود.
اجزای خاکستر بادی بسته به منبع و ترکیب زغال‌سنگی که سوزانده می‌شود، متفاوت است، اما همهٔ خاکسترهای بادی شامل مقادیر قابل‌توجهی از دی‌اکسید سیلیسیم (SiO2) (هم آمورف و هم کریستالی)، اکسید آلومینیوم (Al2O3) و اکسید کلسیم (CaO) هستند که ترکیبات معدنی اصلی در چینه‌های سنگی حاوی زغال‌سنگ هستند.
استفاده از خاکستر بادی به عنوان یک سنگدانهٔ سبک فرصت ارزشمندی را برای بازیافت یکی از بزرگ‌ترین جریان‌های زباله در ایالات متحده فراهم می‌کند و مزایای اقتصادی و زیست‌محیطی زیادی را در این فرایند به همراه دارد.
اجزای فرعی خاکستر بادی به ترکیب خاص بستر زغال‌سنگ بستگی دارند، اما ممکن است شامل یک یا چند مورد از عناصر یا ترکیبات زیر باشند که در غلظت‌های ناچیز (تا صدها ppm) یافت می‌شوند: گالیوم، آرسنیک، بریلیم، بور، کادمیوم، کروم، کروم شش ظرفیتی، کبالت، سرب، منگنز، جیوه، مولیبدن، سلنیم، استرانسیم، تالیوم و وانادیم، همراه با غلظت‌های بسیار کمی از دیوکسین‌ها، هیدروکربن‌های آروماتیک چندحلقه‌ای و سایر ترکیبات کربنی کمیاب.

## استفادهٔ مجدد
طبق گزارش انجمن خاکستر زغال‌سنگ آمریکا، در ایالات متحده در سال ۲۰۱۹ حدود ۵۲ درصد از محصولات احتراق زغال‌سنگ برای «مصارف مفید» بازیافت شدند. در سال ۲۰۲۰ در استرالیا حدود ۴۷ درصد از خاکستر زغال‌سنگ بازیافت شد. فایدهٔ اصلی بازیافت، تثبیت اجزای مضر زیست‌محیطی محصولات احتراق زغال‌سنگ مانند آرسنیک، بریلیم، بور، کادمیوم، کروم، کروم VI، کبالت، سرب، منگنز، جیوه، مولیبدن، سلنیوم، استرانسیم، تالیوم و وانادیوم، دیوکسین‌ها و هیدروکربن‌های آروماتیک چندحلقه‌ای است.
در ایالات متحده هیچ ثبت یا برچسب‌گذاری دولتی برای استفاده از خاکستر بادی در بخش‌های مختلف اقتصاد - صنعت، زیرساخت‌ها و کشاورزی - وجود ندارد. داده‌های نظرسنجی استفاده از خاکستر بادی، که ناقص بودن آنها تأیید شده است، سالانه توسط انجمن خاکستر زغال‌سنگ آمریکا منتشر می‌شود.

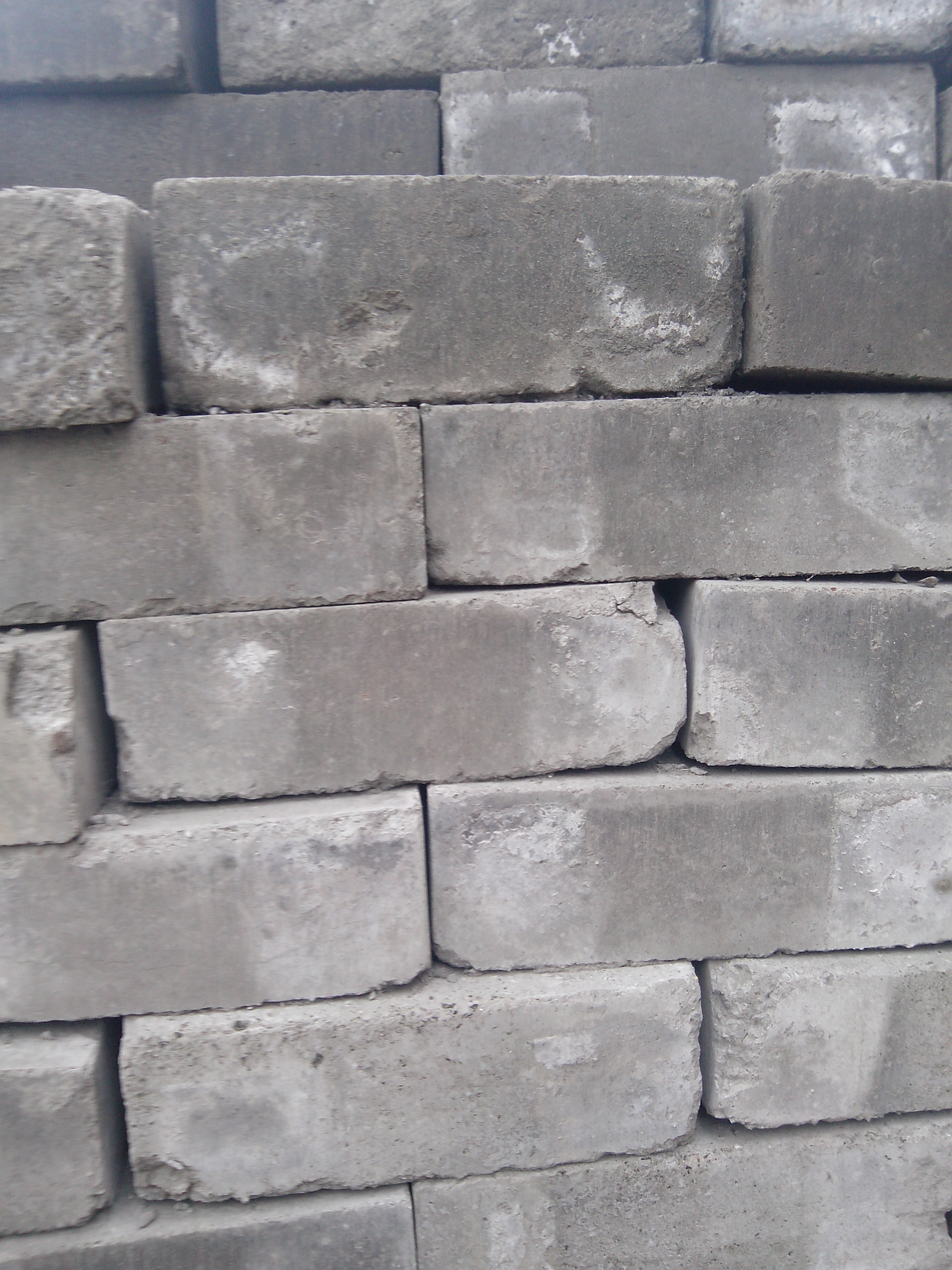
یک دسته آجر از خاکستر بادی

کاربردهای خاکستر زغال سنگ شامل موارد است:
- تولید بتن، به عنوان ماده جایگزین سیمان پرتلند، شن و ماسه.
- کنترل خوردگی در سازه‌های بتن مسلح[۱۲]
- گلوله‌های خاکستر بادی که می‌توانند جایگزین سنگدانه‌های معمولی در مخلوط بتن شوند.
- خاکریزها و سایر خاکریزهای سازه‌ای (معمولاً برای ساخت جاده)
- تولید گروت و پرکننده روان
- تثبیت و جامدسازی ضایعات
- تولید کلینکر (به عنوان ماده جایگزین خاک رس)
- آبادسازی معدن
- تثبیت خاک‌های نرم
- ساخت زیرسازی جاده
- به عنوان مادهٔ جایگزین سنگدانه (به عنوان مثال برای تولید آجر)
- پرکنندهٔ معدنی در بتن آسفالتی
- مصارف کشاورزی: اصلاح خاک، کود، خوراک دام، تثبیت خاک در محل‌های نگهداری علوفهٔ دام و میخ‌های کشاورزی
- کاربرد سست در رودخانه‌ها برای ذوب یخ[۱۳]
- کاربرد آزاد در جاده‌ها و پارکینگ‌ها برای کنترل یخ[۱۴]

### سیمان پرتلند
خاکستر بادی به دلیل خواص پوزولانی، به عنوان جایگزینی برای سیمان پرتلند در بتن استفاده می‌شود. استفاده از خاکستر بادی به عنوان یک مادهٔ پوزولانی در اوایل سال ۱۹۱۴ شناخته شد، اگرچه اولین مطالعهٔ قابل توجه در مورد استفاده از آن در سال ۱۹۳۷ انجام گرفت. سازه‌های رومی مانند قنات‌ها یا پانتئون در رم از خاکستر آتشفشانی یا پوزولان (که خواص مشابهی با خاکستر بادی دارد) به عنوان پوزولان در بتن خود استفاده می‌کردند. از آنجایی که پوزولان به‌طور قابل توجهی مقاومت و دوام بتن را بهبود می‌بخشد، استفاده از خاکستر عامل کلیدی در حفظ آنها است.